# 豊崎由美
豊崎 由美（豊﨑 由美、とよざき ゆみ、1961年7月3日 - ）は、日本のフリーライター、書評家。
愛知県生まれ。東洋大学文学部印度哲学科卒業。
編集プロダクション勤務を経て、フリーとなる。文芸、演劇、スポーツ、競馬予想などを手がける。

## 人物・エピソード
- 父は特攻隊の生き残りで、石原慎太郎の『スパルタ教育』に影響を受けてスパルタ教育を施されたため、石原に恨みがあると言っている[1]。「皆さんは「家族」について考えたことはありますか。私は小学校六年生の時に、九歳年上の姉が自殺し、その翌年には母親を病気で亡くしたせいで、若い頃は「自分には家族がない」というコンプレックスから、無闇と家族制度を否定する中二病的態度を取ったものでした。（今となっては恥ずかしい黒歴史）」[2]と回顧している。
- 「hanako」や東京中日スポーツで競馬予想記事を執筆したのち、「CREA」にてインタビューや取材などを担当するライターとして活動。当時同誌編集長であった平尾隆弘（のちの株式会社文藝春秋社長）の働きかけにより、書評記事を書き始めるようになる[3]。
- 2021年12月にはTwitter上でTikTok等のSNSで書物を紹介する人たちを批判する発言を行っている（詳細はけんご#書評家・豊崎由美の発言を巡る騒動を参照）[4]。

## 鮭児文学賞
『北海道新聞』の「トヨザキ社長の鮭児書店」において毎年年末に発表される賞。
- 第1回（2013年）　古川日出男『南無ロックンロール二十一部経』（河出書房新社）
  - ノミネート：小山田浩子『工場』、酉島伝法『皆勤の徒』
- 第2回（2014年）　長嶋有『問いのない答え』（文藝春秋）
- 第3回（2015年）　いしいしんじ『悪声』（文藝春秋）
  - ノミネート：舞城王太郎『淵の王』、古川日出男『女たち三百人の裏切りの書』
- 第4回（2016年）　福永信=編『小説の家』（新潮社）
  - ノミネート：堀江敏幸『その姿の消し方』、長嶋有『三の隣は五号室』、山崎ナオコーラ『美しい距離』、戌井昭人『酔狂市街戦』
- 第5回（2017年）　佐藤亜紀『スウィングしなけりゃ意味がない』（KADOKAWA)
  - 新人賞：河崎秋子『肉弾』（KADOKAWA）
- 第6回（2018年）　高山羽根子『オブジェクタム』（朝日新聞出版）
- 第7回（2019年）　リチャード・パワーズ／木原善彦=訳『オーバーストーリー』（新潮社）
- 第8回（2020年）　江國香織『去年の雪』（KADOKAWA）
- 第9回（2021年）　川本直『ジュリアン・バトラーの真実の生涯』（河出書房新社）
- 第10回（2022年）　滝口悠生『水平線』（新潮社）
- 第11回（2023年）  乗代雄介『それは誠』（文藝春秋）
- 第12回（2024年） 斎藤真理子（翻訳者としての業績）

## 著書
- 『パチンコ天国極楽ケイバ』（筑摩書房、1997年）
- 『それ行けトヨザキ!! Number迷コラム傑作選』（文藝春秋、1999年）
- 『そんなに読んで、どうするの? 縦横無尽のブックガイド』（アスペクト、2005年）
- 『どれだけ読めば、気がすむの?』（アスペクト、2007年）
- 『正直書評。』（学習研究社 2008年）
- 『勝てる読書』（14歳の世渡り術）（河出書房新社、2009年）
- 『ニッポンの書評』（光文社新書、2011年）
- 『ガタスタ屋の矜持 寄らば斬る篇』（本の雑誌社、2012年）
- 『ガタスタ屋の矜持 場外乱闘篇』（本の雑誌社、2013年）
- 『まるでダメ男じゃん! 「とほほ男子」で読む百年ちょっとの名作23選』（筑摩書房、2014年）

### 共著
- 『文学賞メッタ斬り!』（大森望共著、パルコ、2004年、のちちくま文庫）
- 『百年の誤読』（岡野宏文共著、ぴあ、2004年、のちちくま文庫）
- 『文学賞メッタ斬り! リターンズ』（大森望共著、パルコ、2006年）
- 『文学賞メッタ斬り! 受賞作はありません編』（大森望共著、パルコ、2007年）
- 『百年の誤読 海外文学編』（岡野宏文共著、アスペクト、2008年）
- 『文学賞メッタ斬り! 2008年版　たいへんよくできました編』（大森望共著、パルコ、2008年）
- 『読まずに小説書けますか　作家になるための必読ガイド』（岡野宏文共著、メディアファクトリー、2010年）
- 『文学賞メッタ斬り! ファイナル』（大森望共著、パルコ、2012年）
- 『石原慎太郎を読んでみた』(栗原裕一郎共著　原書房、2013)　のち中公文庫
- 『村上春樹「騎士団長殺し」メッタ斬り!』大森望共著. 河出書房新社, 2017.4

### 論文等
- CiNii>豊崎由美